# Phyllotini
Phyllotini – plemię ssaków z podrodziny bawełniaków (Sigmodontinae) w obrębie rodziny chomikowatych (Cricetidae).

## Zasięg występowania
Plemię obejmuje gatunki występujące w Ameryce Południowej.

## Podział systematyczny
Do plemienia należą następujące występujące współcześnie rodzaje:
- Calassomys Pardiñas, G. Lessa, Teta, Salazar-Bravo & Câmara, 2014 – jedynym przedstawicielem jest Calassomys apicalis Pardiñas, G. Lessa, Teta, Salazar-Bravo & Câmara, 2014
- Calomys Waterhouse, 1837 – wieczorniczka
- Eligmodontia F. Cuvier, 1837 – gerbilomyszka
- Graomys O. Thomas, 1916 – liściuszek
- Phyllotis Waterhouse, 1837 – liściouch
- Tapecomys S. Anderson & Yates, 2000 – tarijczyk
- Loxodontomys Osgood, 1947 – słonioząbek – jedynym przedstawicielem jest Loxodontomys micropus (Waterhouse, 1837) – słonioząbek wielkouchy
- Salinomys Braun & Mares, 1995 – salinowiec – jedynym przedstawicielem jest Salinomys delicatus Braun & Mares, 1995 – salinowiec delikatny
- Andalgalomys D.F. Williams & Mares, 1978 – saliniak
- Galenomys O. Thomas, 1916 – żółtomyszor – jedynym przedstawicielem jest Galenomys garleppi (O. Thomas, 1898) – żółtomyszor andyjski
- Auliscomys Osgood, 1915 – inkomysz

Opisano również rodzaje wymarłe:
- Ichthyurodon Steppan & Pardiñas, 1998[9] – jedynym przedstawicielem był Ichthyurodon ameghinoi Steppan & Pardiñas, 1998
- Kraglievichimys Barbière, Ortiz & Pardiñas, 2018[10] – jedynym przedstawicielem był Kraglievichimys formosus (Reig, 1978)
- Panchomys Pardiñas, 1997[11] – jedynym przedstawicielem był Panchomys steppani Pardiñas, 1997
- Pardinamys Ortiz, Jayat & Steppan, 2012[12] – jedynym przedstawicielem był Pardinamys humahuaquensis Ortiz, Jayat & Steppan, 2012
- Tafimys Ortiz, Pardiñas & Steppan, 2000[13] – jedynym przedstawicielem był Tafimys powelli Ortiz, Pardiñas & Steppan, 2000.